# ZunZuneo
ZunZuneo — соціальна мережа на Кубі, створена в 2010 році як частина секретної підривної операції уряду США.
Мережа була розроблена під керівництвом Агентства США з міжнародного розвитку, яке профінансувало підставні компанії, що брали участь в створенні та експлуатації мережі. Була частиною стратегії підштовхування кубинської молоді до революційних виступів «кубинської весни», що планувалася за зразком «арабської весни». Розробка також переслідувала розвідувальні цілі, дозволивши зібрати базу даних з інформацією про користувачів, включаючи стать, вік, «сприйнятливість» і політичні уподобання.

## Історія
За повідомленням агентства Ассошіейтед Прес (АП), мережа, яку називали також «Кубинським Твіттером», в піку налічувала 40 тисяч користувачів, але була закрита без попередження у 2012 році.
Спочатку повідомлення в мережі залучали користувачів обговоренням нешкідливих тем (спорт, музика), але в плани входив перехід до політичних тем для заохочення антиурядової активності. Після розслідування АП, опублікованого на початку квітня 2014 року, уряд США визнав, що воно фінансувало проєкт для заохочення революційної активності на Кубі.

## Секретність
Профінансовані агентством США з міжнародного розвитку, контрактори використовували складну систему фіктивних компаній для того, щоб приховати залученість США від користувачів мережі і навіть від найманих в самі ці компанії співробітників, аж до вищого керівництва. Ними була створена компанія у Великій Британії, яка своєю чергою створила корпорацію в Іспанії для управління ZunZuneo; окрема компанія на Кайманових островах (ісп. MovilChat) використовувалася для перерахування грошей.
Навіть Конгрес США залишався в невіданні з приводу цієї операції; гроші на неї виділялися під прикриттям проєкту, нібито виконуваного в Пакистані.

## Технологія
Інтернет на Кубі вкрай малодоступний, однак серед молоді поширені мобільні телефони (але не смартфони). Мережа ZunZuneo використовувала для комунікації між користувачами SMS-повідомлення, які для підвищення популярності сервісу були безкоштовними. Водночас ZunZuneo кожне повідомлення обходилося в 4 центи, які перераховувалися державній кубинській компанії Cubacel. Це створювало парадоксальну ситуацію, в якій американський уряд фактично перераховував десятки тисяч доларів кубинському уряду через секретні рахунки і підставні компанії.